# Велик (фильм)
«Ве́лик» — дипломная работа режиссёра Марии Морозовой. Фильм был снят на базе Санкт-Петербургского государственного университета кино и телевидения на киноплёнку 35 мм, по сценарию Марии Морозовой. Съёмки проходили летом 2007 года в Санкт-Петербурге, фильм был закончен в 2008 году. Картина была показана на многих зарубежных и отечественных кинофестивалях, получила Гран-При кинофестиваля «Ножницы» (2008, Санкт-Петербург) и другие призы.

## Сюжет
Егор — паренёк 11 лет, живёт в небольшом городке. Он помогает матери, работающей на почте, развозить ежедневную корреспонденцию. В этом ему помогает его надёжный товарищ — «Велик». Это старый раздолбанный велосипед, который знает маленькую тайну Егора. Юный велосипедист влюблён в девочку, что совершает пробежку каждое утро по его маршруту.

Однажды Егор сталкивается с Митькой, мальчишкой из обеспеченной семьи. Егор становится невольным свидетелем ухода Митькиного отца из семьи. Разгневанный Митька срывает свою ярость на Егоре. Он вынуждает его вступить в соревнование «кто быстрее». Итогом гонки становится гибель велика. Ломается рама велосипеда Егора. Денег на покупку нового велосипеда нет. Мать Егора ждёт ребёнка. И его родители едва сводят концы с концами. Но работа есть работа, а велосипед сломан. Отец мальчика и Егор отправляются на блошиный рынок, чтобы купить новый велосипед и коляску.

## В ролях

### Актёры
- Егор Кремнёв — Егор
- Арсений Астраханцев — Митька
- Надя Жук — девочка
- Артур Кремнёв — отец Егора
- Наталья Паллин — мать Егора
- Виталий Кононов — отец Митьки
- Ольга Кофман — почтальон
- Виктор Иванов — продавец 1
- Станислав Титоренко — продавец 2
- Анна Коршук — продавец «Аиста»

### В эпизодах
Олег Кремнёв, Миша Никитин, Максим Андреев, Иван Якубовский, Андрей Павлюк, Анна Кремнёва, Николай Гунькин, Анастасия Майба, Ирина Вороничева, Екатерина Галич, Валерия Матычко.

## Съёмочная группа
- Режиссёр — Мария Морозова
- Продюсер — Мария Морозова
- Сценарист — Мария Морозова
- Оператор — Глеб Климов
- Художник — Ольга Вдовина
- Композитор — Артур Кремнев
- Звукорежиссёр — Денис Миглинский
- Грим — Валентина Артемьева
- Администрация картины — Анна Гарнова, Анастасия Майба, Анастасия Домнина
- Директор по производству — Надежда Попова
- Фестивали/продвижение — Сергей Лебедев
- Мастера Марии Морозовой (Мастерская кинорежиссуры) — В. И. Гуркаленко и Н. В. Макаров
- Мастера Глеба Климова (Мастерская операторского искусства) — В. В. Мартынов и С. М. Ландо

## Призы на фестивалях
- Санкт-Петербургский фестиваль «НОЖНИЦЫ», 2008. Гран-При
- Международный фестиваль здорового и позитивного кино «АНТИГРАВИТОН»-6, 2008. Диплом победителя II степени
- Фестиваль молодого кино «Зеленое яблоко», Новосибирск, 2008. Диплом «За лучший короткометражный фильм»
- Фестиваль «Золотая лента», Томск, 2009. «Лучшая режиссёрская работа»
- Кинофестиваль «Встречи на Вятке», Киров, 2009. 2 место, «категория С (профессионалы)»